# Le Retour d'Ivanhoé
Pour plus de détails, voir Fiche technique et Distribution.
Le Retour d'Ivanhoé (La spada normanna) est un film de cape et d'épée franco-hispano-italien réalisé par Roberto Mauri et sorti en 1971.
C'est une adaptation du roman Ivanhoé de Walter Scott, paru en 1819 en Écosse.

## Synopsis
Dans l'Angleterre du XIIe siècle, après la mort du roi Henri Ier, Stephen Cunningham revendique le trône, prétendant faussement être en possession de la mythique « épée de Normandie ».
C'est alors qu'un homme nommé Ivanhoé revient de plusieurs années en Terre sainte en sachant que le fils d'Henri Ier, l'héritier légitime du trône, est mort dans les croisades et que l'épée de Cunningham est une falsification. Après avoir forgé des alliances avec un groupe de bandits de grand chemin et une bande de comédiens itinérants, Ivanhoé récupère la véritable épée qui fera tomber Cunningham.

## Fiche technique
- Titre français : Le Retour d'Ivanhoé[1]
- Titre original italien : La spada normanna[2]
- Titre espagnol : La espada normanda
- Réalisateur : Roberto Mauri
- Scénario : Piero Regnoli, Manuel Torres, André Tranché d'après Ivanhoé de Walter Scott
- Photographie : Sandro Mancori
- Montage : Adriano Tagliavia
- Musique : Roberto Pregadio
- Décors : Arrigo Equini, Enrique Alarcon
- Costumes : Giulia Deriù
- Production : Ennio Nobili, Lionetto Fabbri, Robert Dorfmann
- Sociétés de production : Les Films Corona, Oceania Produzioni Internazionali Cinematografiche, Talía Films
- Pays de production :  Italie -  Espagne -  France
- Langue originale : italien
- Format : couleur par Eastmancolor - 2,35:1 - Son mono - 35 mm
- Durée : 99 minutes
- Genre : film de cape et d'épée
- Dates de sortie :
  - Italie : 29 avril 1971
  - Espagne : 2 février 1972
  - France : 19 avril 1973[1]

## Distribution
- Mark Damon (vf : Jacques Thebault) : Ivanhoé
- Luis Dávila : Stephen Cunningham
- Krista Nell : Brenda
- Manuel Zarzo (vf : Bernard Murat) : Oliver
- Aveline Frederica : Kitty
- Nello Pazzafini : Gipo
- Luciano Pigozzi (sous le nom d'« Alan Collins ») : Mortimer
- Linda Sini : la femme de Mortimer
- Vassili Karis : Trichy
- Aldo Berti : Luky
- Spartaco Conversi : Kitts
- Valerie Forgues :
- Vittorio Fanfoni : présentateur
- Luis de Tejada (sous le nom de « Luis Texada »)
- Gaetano Imbrò :
- Franco Daddi :
- Arnaldo Dell'Acqua : tribu écossaise

## Production
Bien que l'action du film se déroule en Angleterre, le film a été tourné en Espagne, en utilisant des bâtiments médiévaux près de Barcelone comme extérieurs, notamment le château de Cardona.